# ماغادان
ماغادان (بالروسية: Магадан) هي إحدى مدن روسيا وهي عاصمة الكيان الفدرالي الروسي ماغادان أوبلاست.يبلغ عدد سكانها 100000 نسمة.

علم ماغادان

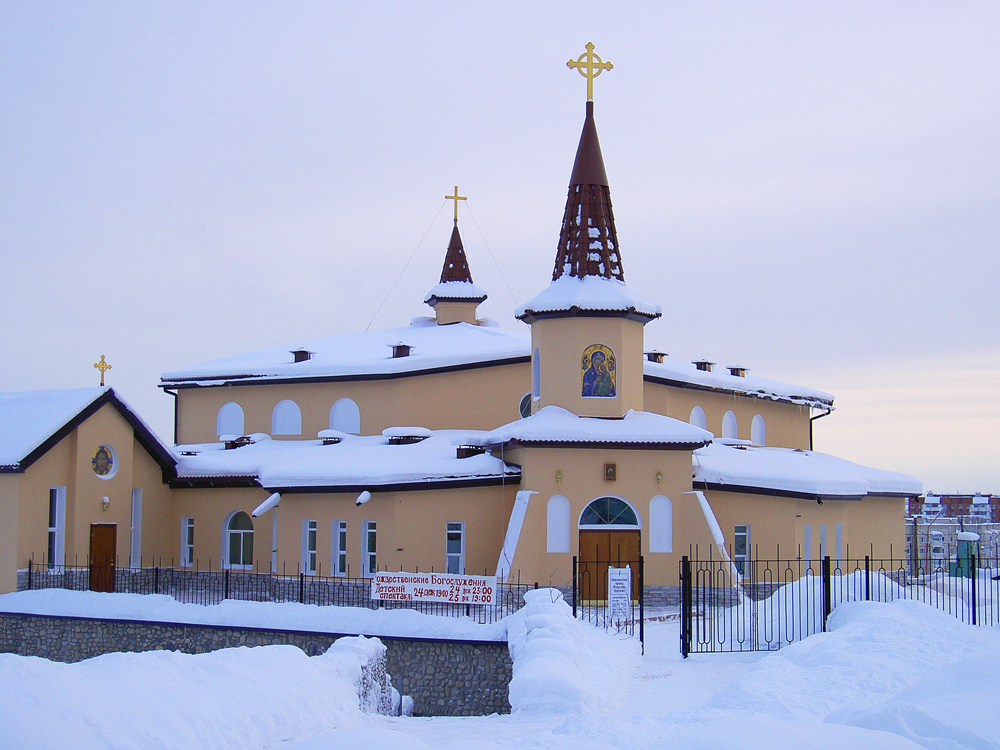
كنيسة في ماغادان

## المناخ
يظهر الجدول التالي التغييرات المناخية على مدار السنة لماغادان:
| البيانات المناخية لـماغادان                 | البيانات المناخية لـماغادان | البيانات المناخية لـماغادان | البيانات المناخية لـماغادان | البيانات المناخية لـماغادان | البيانات المناخية لـماغادان | البيانات المناخية لـماغادان | البيانات المناخية لـماغادان | البيانات المناخية لـماغادان | البيانات المناخية لـماغادان | البيانات المناخية لـماغادان | البيانات المناخية لـماغادان | البيانات المناخية لـماغادان | البيانات المناخية لـماغادان |
| الشهر                                       | يناير                       | فبراير                      | مارس                        | أبريل                       | مايو                        | يونيو                       | يوليو                       | أغسطس                       | سبتمبر                      | أكتوبر                      | نوفمبر                      | ديسمبر                      | المعدل السنوي               |
| ------------------------------------------- | --------------------------- | --------------------------- | --------------------------- | --------------------------- | --------------------------- | --------------------------- | --------------------------- | --------------------------- | --------------------------- | --------------------------- | --------------------------- | --------------------------- | --------------------------- |
| الدرجة القصوى °م (°ف)                       | 2.4 (36.3)                  | 3.2 (37.8)                  | 5.8 (42.4)                  | 9.7 (49.5)                  | 22.3 (72.1)                 | 24.5 (76.1)                 | 27.2 (81.0)                 | 26.1 (79.0)                 | 20.2 (68.4)                 | 13.8 (56.8)                 | 6.6 (43.9)                  | 3.6 (38.5)                  | 27.2 (81.0)                 |
| الحد الأقصى المتوسط °م (°ف)                 | −3.8 (25.2)                 | −5.2 (22.6)                 | 0.6 (33.1)                  | 4.9 (40.8)                  | 13.3 (55.9)                 | 18.9 (66.0)                 | 21.5 (70.7)                 | 20.8 (69.4)                 | 16.2 (61.2)                 | 8.4 (47.1)                  | 1.2 (34.2)                  | −3.2 (26.2)                 | 23.0 (73.4)                 |
| متوسط درجة الحرارة الكبرى °م (°ف)           | −14.2 (6.4)                 | −12.5 (9.5)                 | −8 (18)                     | −1.6 (29.1)                 | 4.9 (40.8)                  | 11.3 (52.3)                 | 14.8 (58.6)                 | 15.0 (59.0)                 | 10.4 (50.7)                 | 1.7 (35.1)                  | −7.3 (18.9)                 | −12.8 (9.0)                 | 0.1 (32.3)                  |
| المتوسط اليومي °م (°ف)                      | −16.4 (2.5)                 | −15.4 (4.3)                 | −11.4 (11.5)                | −4.6 (23.7)                 | 1.8 (35.2)                  | 7.8 (46.0)                  | 11.8 (53.2)                 | 12.0 (53.6)                 | 7.5 (45.5)                  | −0.9 (30.4)                 | −9.8 (14.4)                 | −14.9 (5.2)                 | −2.7 (27.1)                 |
| متوسط درجة الحرارة الصغرى °م (°ف)           | −18.5 (−1.3)                | −17.8 (0.0)                 | −14.4 (6.1)                 | −7.5 (18.5)                 | −0.5 (31.1)                 | 5.2 (41.4)                  | 9.6 (49.3)                  | 9.7 (49.5)                  | 5.1 (41.2)                  | −3.1 (26.4)                 | −12 (10)                    | −17 (1)                     | −5.1 (22.8)                 |
| الحد الأدنى المتوسط °م (°ف)                 | −26.2 (−15.2)               | −26.3 (−15.3)               | −21.5 (−6.7)                | −15.3 (4.5)                 | −4.2 (24.4)                 | 1.3 (34.3)                  | 7.0 (44.6)                  | 5.9 (42.6)                  | −0.5 (31.1)                 | −11.2 (11.8)                | −19.5 (−3.1)                | −23.3 (−9.9)                | −28 (−18)                   |
| أدنى درجة حرارة °م (°ف)                     | −34.6 (−30.3)               | −33.3 (−27.9)               | −30.8 (−23.4)               | −23.5 (−10.3)               | −10.8 (12.6)                | −3 (27)                     | 2.0 (35.6)                  | −1 (30)                     | −6.3 (20.7)                 | −21.1 (−6.0)                | −26.9 (−16.4)               | −37 (−35)                   | −37 (−35)                   |
| الهطول مم (إنش)                             | 14 (0.6)                    | 13 (0.5)                    | 17 (0.7)                    | 33 (1.3)                    | 37 (1.5)                    | 47 (1.9)                    | 64 (2.5)                    | 93 (3.7)                    | 77 (3.0)                    | 80 (3.1)                    | 60 (2.4)                    | 26 (1.0)                    | 561 (22.1)                  |
| متوسط الأيام الممطرة (≥ 0.1 mm)             | 0.1                         | 0.3                         | 0.3                         | 2.1                         | 11                          | 16                          | 21                          | 20                          | 18                          | 10                          | 2                           | 0.1                         | 100.9                       |
| متوسط الأيام المثلجة                        | 16                          | 14                          | 15                          | 15                          | 6                           | 0                           | 0                           | 0                           | 0.2                         | 8                           | 17                          | 16                          | 107.2                       |
| متوسط الرطوبة النسبية (%)                   | 65                          | 64                          | 65                          | 71                          | 78                          | 82                          | 86                          | 83                          | 78                          | 69                          | 66                          | 64                          | 73                          |
| ساعات سطوع الشمس الشهرية                    | 74.4                        | 127.1                       | 226.3                       | 228.0                       | 198.4                       | 216.0                       | 182.9                       | 170.5                       | 147.0                       | 130.2                       | 81.0                        | 40.3                        | 1٬822٫1                     |
| المصدر #1: Погода и Климат                  |                             |                             |                             |                             |                             |                             |                             |                             |                             |                             |                             |                             |                             |
| المصدر #2: Hong Kong Observatory (sunshine) |                             |                             |                             |                             |                             |                             |                             |                             |                             |                             |                             |                             |                             |

## توأمة
لماغادان اتفاقيات توأمة مع كل من:
- يلغافا (18 أغسطس 2006 - )[8]
- أنكوريج
- تونغهوا
- Zlatitsa [الإنجليزية]‏
- شوانغياشان

## أعلام
- يلينا فيالبه
- إينا كوروبكينا
- بافل فينوغرادوف
- ساشا لوس
- فيكتور ريباكوف